# Царь Крум (организация)
«Царь Крум» (болг. Цар Крум) — антикоммунистическая подпольная организация болгарских офицеров, действовавшая в 1945-1946 годах. Ставила целью свержение прокоммунистического правительства Отечественного фронта. Ликвидирована органами МВД.

## Состав, позиции, планы
Организация была создана в ноябре 1945. Название было дано по имени почитаемого болгарскими военными хана Крума Грозного. Инициатором создания выступил известный крайне правыми взглядами полковник Антон Крыстев — активный участник свержения Александра Стамболийского в 1923. Кадровую основу составили офицеры болгарской армии 1930—1940-х, многие из которых состояли в ультраправой военизированной организации Союз ратников за прогресс Болгарии и националистическом культурном обществе «Отец Паисий».
В политических установках «Царь Крум» значилось свержение контролируемого коммунистами правительства Отечественного фронта, вывод Болгарии из-под советского контроля, ориентация на западные демократии, обеспечение болгарских национальных интересов. В уставе организации заявлялись следующие цели:

бороться всеми законными и незаконными средствами для освобождения болгарского народа и государства от русского ига и коммунистического террора; восстановить политические права народа в рамках нашей национальной культуры, восстановить Тырновскую конституцию, объединить болгарский народ в едином государстве, бороться за необходимое хозяйственно-экономическое пространство. 

В организацию входили несколько десятков человек. Ячейки удалось создать в Софии и Крумовграде. Предпринять какие-либо активные действия «Царь Крум» не успел. Был написан устав, избрано руководство, выпущено десять подпольных бюллетеней. Планировались — но не осуществились — акты саботажа и диверсий, нападения и убийства коммунистических лидеров — Георгия Димитрова, Цолы Драгойчевой, Трайчо Костова и других. Кимону Георгиеву и Дамяну Велчеву направлялись письма с угрозами.

## Ликвидация
Уже в первой половине 1946 органы госбезопасности МВД (министром внутренних дел являлся коммунист Антон Югов) ликвидировали организацию.
В августе 1946 состоялся судебный процесс. Антон Крыстев был приговорён к смертной казни и повешен 15 сентября 1947, шесть других руководителей «Царь Крум» осуждены на сроки от 3 до 15 лет заключения.

## Оценки и память
«Царь Крум» явился одной из первых организаций антикоммунистического сопротивления в Болгарии. Он был ликвидирован раньше, чем развернулось Горянское движение и не успел примкнуть к вооружённой борьбе с режимом БКП.
Обращает на себя внимание тот факт, что политические установки организации, происходившей из ультраправых националистических кругов, носили в целом национал-демократический характер. Это отразило раскол болгарских правых кругов и военной элиты. Частично они, подобно Антону Крыстеву и его соратникам, заняли антикоммунистические и антисоветские позиции. С другой стороны, такие деятели, как Кимон Георгиев или Дамян Велчев, предпочли сотрудничество с БКП.
В современной Болгарии организация «Царь Крум» пользуется уважением заметной части общества. Союз выпускников Национального военного университета предлагает присвоить имя полковника Крыстева одной из софийских улиц. На фасаде здания, где проживал Антон Крыстев, установлена мемориальная доска: Болгария выжила, потому что имела таких сыновей.